# Gamma Phoenicis

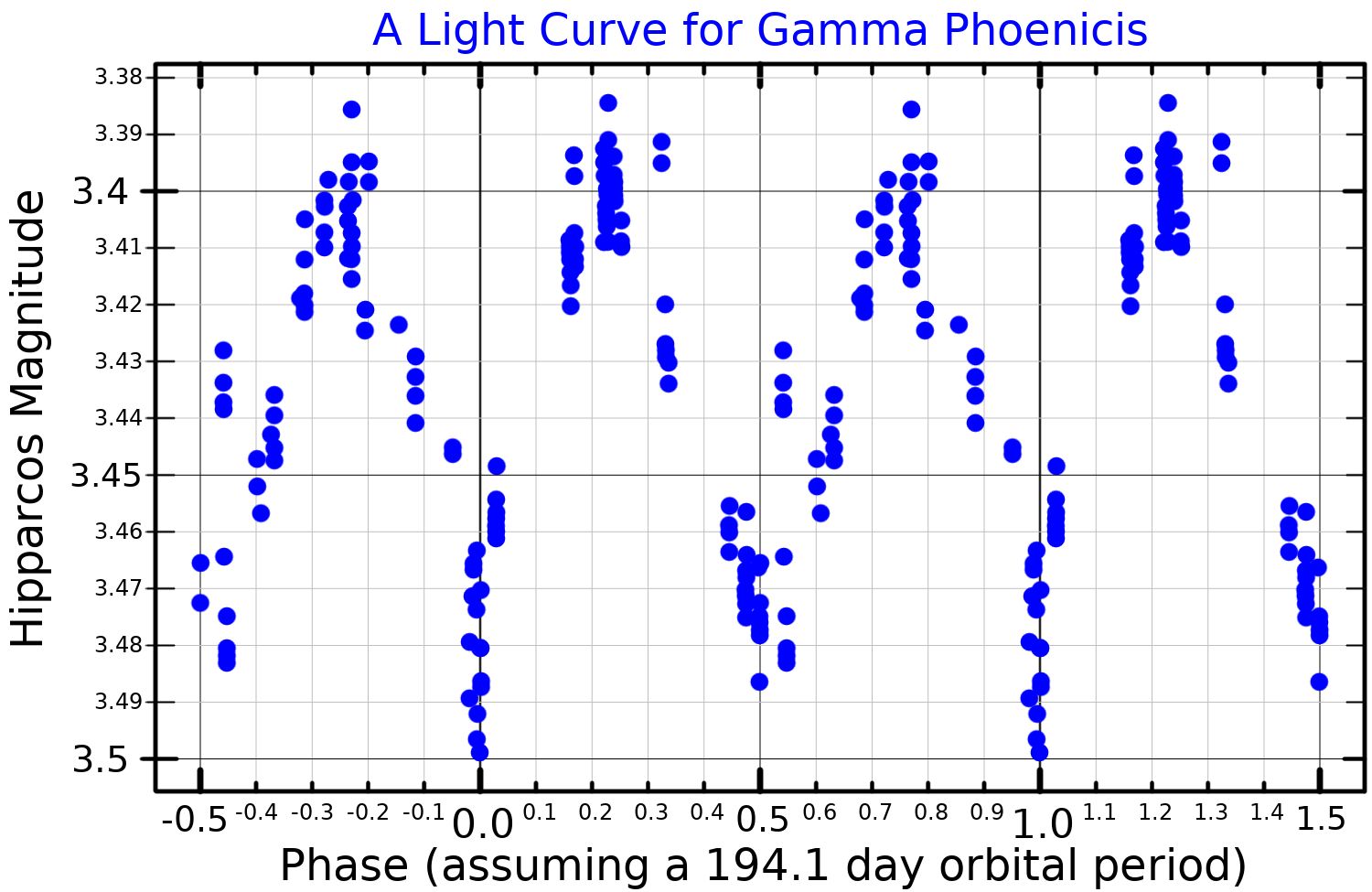
Lichtkromme van Gamma Phoenicis

Gamma Phoenicis is een ster in het sterrenbeeld Phoenix met een schijnbare magnitude van 3,41. De ster is een reuzenster.